# Carl Landry
Carl Christopher Landry (Milwaukee, 19 settembre 1983) è un ex cestista statunitense.

## Biografia
Ha giocato in due università: per due anni alla Vincennes University nel team denominato TrailBlazers, e per altri due ai Boilermakers, squadra della Purdue University. Ha un fratello minore, Marcus, anch'egli cestista.

## Carriera da collegiale

### Vincennes
Frequenta e gioca il suo anno da freshman presso la Vincennes University, in Indiana nelle stagioni 2002-03. Realizza 14,7 punti con in più 7,8 rimbalzi nella prima metà della stagione, ma è già qui che si interrompe la sua annata, a causa di una frattura alla mano. Da sophomore, nella stagione 2003-04, riesce a trovare continuità e si assume la leadership della squadra, mettendo a segno tra l'altro 19,6 punti, 8,9 rimbalzi e 2,3 stoppate a partita, e vendendo nominato All-Region MVP.

### Purdue
Si trasferisce a circa 200 km a nord, alla Purdue University, per frequentare gli ultimi due anni di college.

#### 2004-05
Sotto coach Gene Keady riesce a trovare soddisfazioni più a livello personale che di squadra: va in doppia cifra 22 volte, e sei in doppia doppia, Purdue vince però pochissime partite. La sua miglior performance è contro Michigan State, una partita da 31 punti e 11/12 dal campo.
A tre partite dalla fine del campionato si infortuna alla caviglia destra.

#### 2005-06
La sua stagione inizia tardi a causa dell'infortunio dell'anno precedente. Il suo rientro in campo è decisivo per Purdue, e già alla seconda serata realizza 35 punti contro Evansville University. La partita successiva si ri-infortuna contro University of South Alabama. Conclude la stagione con solo cinque match giocati, e nei due anni complessivi, viste le numerose assenze di Landry e dell'altra stella della squadra, David Teague, i Boilermakers vincono solo 16 partite.

#### 2006-07
Ritorna regolarmente a giocare nella sua stagione da RedShirt Senior. Miglior realizzatore e rimbalzista di Purdue, vince due "Big Ten Players of the Week" consecutivi a inizio stagione, e guida la squadra dell'accademia ad una buona annata, nona nella Midwest Regional dell'NCAA Basketball Tournament 2007. Il 10 marzo 2007 realizza 24 punti contro Ohio State, affrontando il futuro NBA Greg Oden. Complessivamente nell'NCAA Tournament segna 18 punti, raccoglie 10 rimbalzi e fornisce 4 assist di media.
Termina la sua esperienza ai Purdue Boilermakers con 18,4 punti, 7,1 rimbalzi in tre stagioni. Mantiene sempre percentuali realizzative molto alte, ossia 60,1% dal campo, seconda statistica di sempre nella PU solo a Steve Scheffler.

## Statistiche

### College
| Anno      | Squadra             | PG | PT | MP   | TC%  | 3P%  | TL%  | RP  | AP  | PRP | SP  | PP   |
| --------- | ------------------- | -- | -- | ---- | ---- | ---- | ---- | --- | --- | --- | --- | ---- |
| 2004-2005 | Purdue Boilermakers | 25 | 25 | 30,3 | 61,8 | 22,2 | 67,7 | 7,1 | 1,2 | 0,8 | 0,7 | 18,2 |
| 2005-2006 | Purdue Boilermakers | 5  | 4  | 24,6 | 55,8 | 33,3 | 83,9 | 5,2 | 1,0 | 0,8 | 0,4 | 15,2 |
| 2006-2007 | Purdue Boilermakers | 34 | 34 | 30,4 | 59,7 | 21,1 | 72,6 | 7,3 | 1,2 | 1,2 | 0,9 | 18,9 |
| Carriera  | Carriera            | 64 | 63 | 29,9 | 60,2 | 23,3 | 71,4 | 7,1 | 1,2 | 1,0 | 0,8 | 18,4 |

### NBA

#### Regular Season
| Anno      | Squadra            | PG  | PT | MP   | TC%  | 3P%  | TL%  | RP  | AP  | PRP | SP  | PP   |
| --------- | ------------------ | --- | -- | ---- | ---- | ---- | ---- | --- | --- | --- | --- | ---- |
| 2007-2008 | Houston Rockets    | 42  | 0  | 16,9 | 61,6 | 0,0  | 66,1 | 4,9 | 0,5 | 0,4 | 0,2 | 8,1  |
| 2008-2009 | Houston Rockets    | 69  | 0  | 21,3 | 57,4 | 33,3 | 81,3 | 5,0 | 0,6 | 0,4 | 0,4 | 9,2  |
| 2009-2010 | Houston Rockets    | 52  | 1  | 27,2 | 54,7 | -    | 83,9 | 5,5 | 0,8 | 0,5 | 0,9 | 16,1 |
| 2009-2010 | Sacramento Kings   | 28  | 28 | 37,6 | 52,0 | 33,3 | 74,1 | 6,5 | 0,9 | 1,0 | 0,6 | 18,0 |
| 2010-2011 | Sacramento Kings   | 53  | 16 | 26,5 | 49,2 | 0,0  | 72,1 | 4,8 | 0,9 | 0,6 | 0,4 | 11,9 |
| 2010-2011 | N.O. Hornets       | 23  | 10 | 26,2 | 52,7 | 0,0  | 79,5 | 4,1 | 0,6 | 0,4 | 0,5 | 11,8 |
| 2011-2012 | N.O. Hornets       | 41  | 8  | 24,4 | 50,3 | 0,0  | 79,9 | 5,2 | 0,9 | 0,3 | 0,3 | 12,5 |
| 2012-2013 | G.S. Warriors      | 81  | 2  | 23,2 | 54,0 | 33,3 | 81,7 | 6,0 | 0,8 | 0,4 | 0,4 | 10,8 |
| 2013-2014 | Sacramento Kings   | 18  | 1  | 12,9 | 51,7 | -    | 82,4 | 3,2 | 0,3 | 0,2 | 0,1 | 4,2  |
| 2014-2015 | Sacramento Kings   | 70  | 15 | 17,0 | 51,5 | -    | 82,0 | 3,8 | 0,4 | 0,2 | 0,2 | 7,2  |
| 2015-2016 | Philadelphia 76ers | 36  | 12 | 15,8 | 55,6 | 46,2 | 73,6 | 4,1 | 0,9 | 0,3 | 0,3 | 9,8  |
| Carriera  | Carriera           | 513 | 93 | 22,5 | 53,5 | 30,0 | 78,5 | 4,9 | 0,7 | 0,4 | 0,4 | 10,8 |

#### Playoffs
| Anno     | Squadra         | PG | PT | MP   | TC%  | 3P% | TL%  | RP  | AP  | PRP | SP  | PP   |
| -------- | --------------- | -- | -- | ---- | ---- | --- | ---- | --- | --- | --- | --- | ---- |
| 2008     | Houston Rockets | 6  | 0  | 17,7 | 42,3 | -   | 75,0 | 4,7 | 0,0 | 1,2 | 0,5 | 5,7  |
| 2009     | Houston Rockets | 13 | 0  | 18,5 | 55,7 | 0,0 | 57,6 | 3,9 | 0,2 | 0,3 | 0,4 | 7,5  |
| 2011     | N.O. Hornets    | 6  | 6  | 35,5 | 45,6 | -   | 91,7 | 5,0 | 1,0 | 0,7 | 0,5 | 15,8 |
| 2013     | G.S. Warriors   | 12 | 3  | 20,5 | 52,0 | -   | 73,1 | 5,2 | 1,4 | 0,6 | 0,2 | 11,8 |
| Carriera | Carriera        | 37 | 9  | 21,8 | 50,4 | 0,0 | 74,5 | 4,6 | 0,7 | 0,6 | 0,4 | 9,9  |

## Palmarès
- NBA All-Rookie Second Team (2008)